# Microdiplodia conigena
Microdiplodia conigena är en svampart som beskrevs av Allesch. 1901. Microdiplodia conigena ingår i släktet Microdiplodia och familjen Botryosphaeriaceae.   Inga underarter finns listade i Catalogue of Life.